# 郡 (インドネシア)
インドネシアにおける郡（ぐん）は、県ないし市の下に位置付けられる第三級行政区画である。インドネシアの大部分の地域では、郡を指してクチャマタン（インドネシア語: kecamatan）という用語が用いられるが、パプア州、西パプア州、ジョグジャカルタ特別州はその例外となっている。パプア州と西パプア州では、ディストリク (distrik) という用語が用いられる。ジョグジャカルタ特別州では、州内唯一の市であるジョグジャカルタ市内の郡はクマントレン (kemantren)、特別州内の各県に属する郡はカパヌウォン (kapanewon) と称される。インドネシア中央統計庁によれば、2019年時点でインドネシアには、合わせて 7,252郡が存在し、それがさらに 83,820行政村（農村部におけるデサ (desa)、都市部における区/クルラハン (kelurahan)）に分割されている。
オランダ領東インドの時代から共和国初期にかけて、郡（オランダ語: district）は、県の下位区分であったクウェダナアン (kewedanan) を指し、クチャマタンは、そのまた下位区分（(オランダ語: onderdistrict)）という扱いであった。クウェダナアンの廃止に伴い、郡はクチャマタンを指すようになり、県の触接の管轄下に入った。現地の主流となっているメディアである、『ジャカルタ・ポスト (The Jakarta Post)』、『コンパス (Kompas)』、『テンポ (Tempo)』などは、クチャマタンを指して郡 (district) という表現を用いているが、Google 翻訳などの機械翻訳サービスでは、しばしば不正確に郡と県が取り違えられることがある。

## 定義

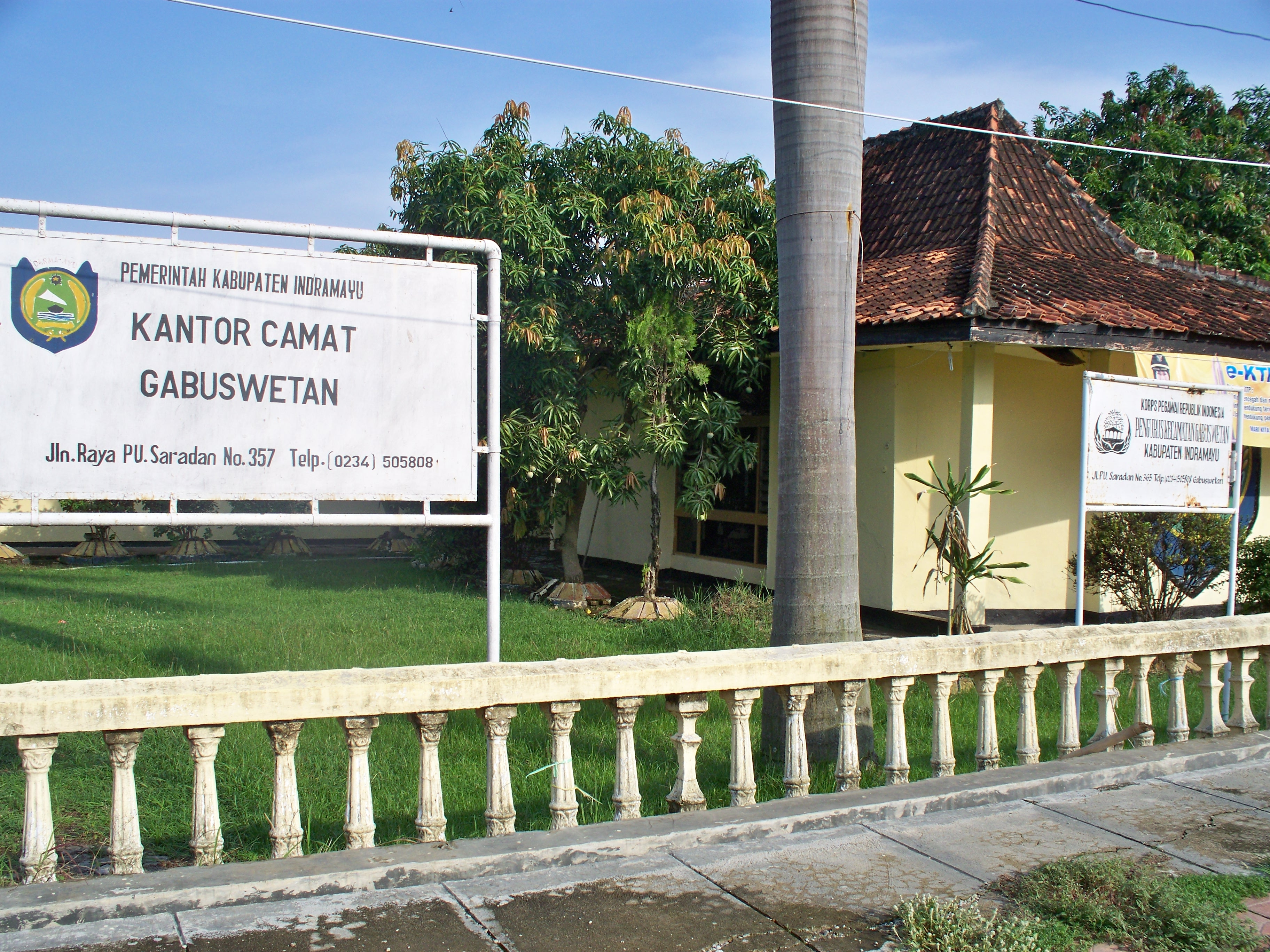
西ジャワ州インドラマユ県Gabuswetanの郡役所。

インドネシアにおける郡（ぐん）は、県ないし市（第二級行政区画）や州（第一級行政区画）の下に位置付けられる第三級行政区画である。2014年の法令第34号 (the Act Number 23 of 2014) によると、県ないし市の当局は、行政状況や公共サービスの改善、農村や都市区の権限強化のために郡を設けるとされている。郡長はキャリア官僚のポストであり、県知事ないし市長が直接任命する。インドネシアの大部分の地域では、郡はクチャマタンと呼ばれ、その長はチャマト (camat) と称される。
オランダ領東インドの時代から共和国初期にかけて、郡（オランダ語: district）は、県の下位区分であったクウェダナアン (kewedanan) を指していた。クウェダナアンはさらに、クチャマタンに分割され、これは、郡の下位区分（オランダ語: onderdistrict、英語: subdistrict）という扱いであった。クウェダナアンの廃止とともに、県の直接統治下に置かれたクチャマタンが郡（オランダ語: district）といて言及されるようになった。英語辞書の定義では、「subdistrict」は、「district」を分割ないし下位区分したものであるが、「district」としてのクウェダナアンが廃止されてなくなって以降は、クチャマタンを「subdistrict」と翻訳することは正確ではなくなっている。1982年にインドネシア中央統計庁 (BPS) 出版した刊行物においては、クチャマタンは「district」と訳されている。
2001年のパプア特別自治州に関する法令第21号 (the Act Number 21 of 2001 on the Special Autonomous of Papua Province) の施行によって、パプア州と西パプア州から成るイリアンジャヤ全域でディストリク (distrik) という用語がクチャマタンに代わって用いられることになった。両者の違いは呼称だけであり、郡長はクバラ・ディストリク (kepala distrik) と称されるようになった。その後、2019年には、ジョグジャカルタ特別州でも、クチャマタンに代わってカパヌウォン (kapanewon) とクマントレン (kemantren) が用いられることになった。当地の州知事であり、ジョグジャカルタ王朝の君主であるスルタン・ハメンクブウォノ10世は、2019年の知事令第25号 (Gubernatorial Decree Number 25 of 2019) によって、当地の行政区画の名称をかつて用いられていたものに復旧することを命じた。県の下位区分であるカパヌウォンの長はパヌウ (panewu) と称され、市の下位区分であるクマントレンの長はマントリ・パモング・プラジャ (mantri pamong praja) とされた。

## 郡の一覧
| 州別の郡一覧                   | 郡の数 （2022年現在） |
| ------------------------------ | --------------------- |
| アチェ州の郡一覧               | 289                   |
| 北スマトラ州の郡一覧           | 450                   |
| 西スマトラ州の郡一覧           | 179                   |
| リアウ州の郡一覧               | 169                   |
| ジャンビ州の郡一覧             | 141                   |
| 南スマトラ州の郡一覧           | 241                   |
| ブンクル州の郡一覧             | 129                   |
| ランプン州の郡一覧             | 228                   |
| バンカ・ブリトゥン州の郡一覧   | 47                    |
| リアウ諸島州の郡一覧           | 76                    |
| ジャカルタ首都特別州の郡一覧   | 44                    |
| 西ジャワ州の郡一覧             | 627                   |
| 中部ジャワ州の郡一覧           | 576                   |
| ジョグジャカルタ特別州の郡一覧 | 78                    |
| 東ジャワ州の郡一覧             | 666                   |
| バンテン州の郡一覧             | 155                   |
| バリ州の郡一覧                 | 57                    |
| 西ヌサ・トゥンガラ州の郡一覧   | 117                   |
| 東ヌサ・トゥンガラ州の郡一覧   | 309                   |
| 西カリマンタン州の郡一覧       | 174                   |
| 中部カリマンタン州の郡一覧     | 136                   |
| 南カリマンタン州の郡一覧       | 153                   |
| 東カリマンタン州の郡一覧       | 103                   |
| 北カリマンタン州の郡一覧       | 55                    |
| 北スラウェシ州の郡一覧         | 171                   |
| 中部スラウェシ州の郡一覧       | 175                   |
| 南スラウェシ州の郡一覧         | 311                   |
| 南東スラウェシ州の郡一覧       | 222                   |
| ゴロンタロ州の郡一覧           | 77                    |
| 西スラウェシ州の郡一覧         | 69                    |
| マルク州の郡一覧               | 118                   |
| 北マルク州の郡一覧             | 116                   |
| 中部パプア州の郡一覧           | 132                   |
| 山岳パプア州の郡一覧           | 252                   |
| パプア州の郡一覧               | 118                   |
| 南パプア州の郡一覧             | 74                    |
| 西パプア州の郡一覧             | 218                   |
| 合計                           | 7,252                 |